# Scalpel

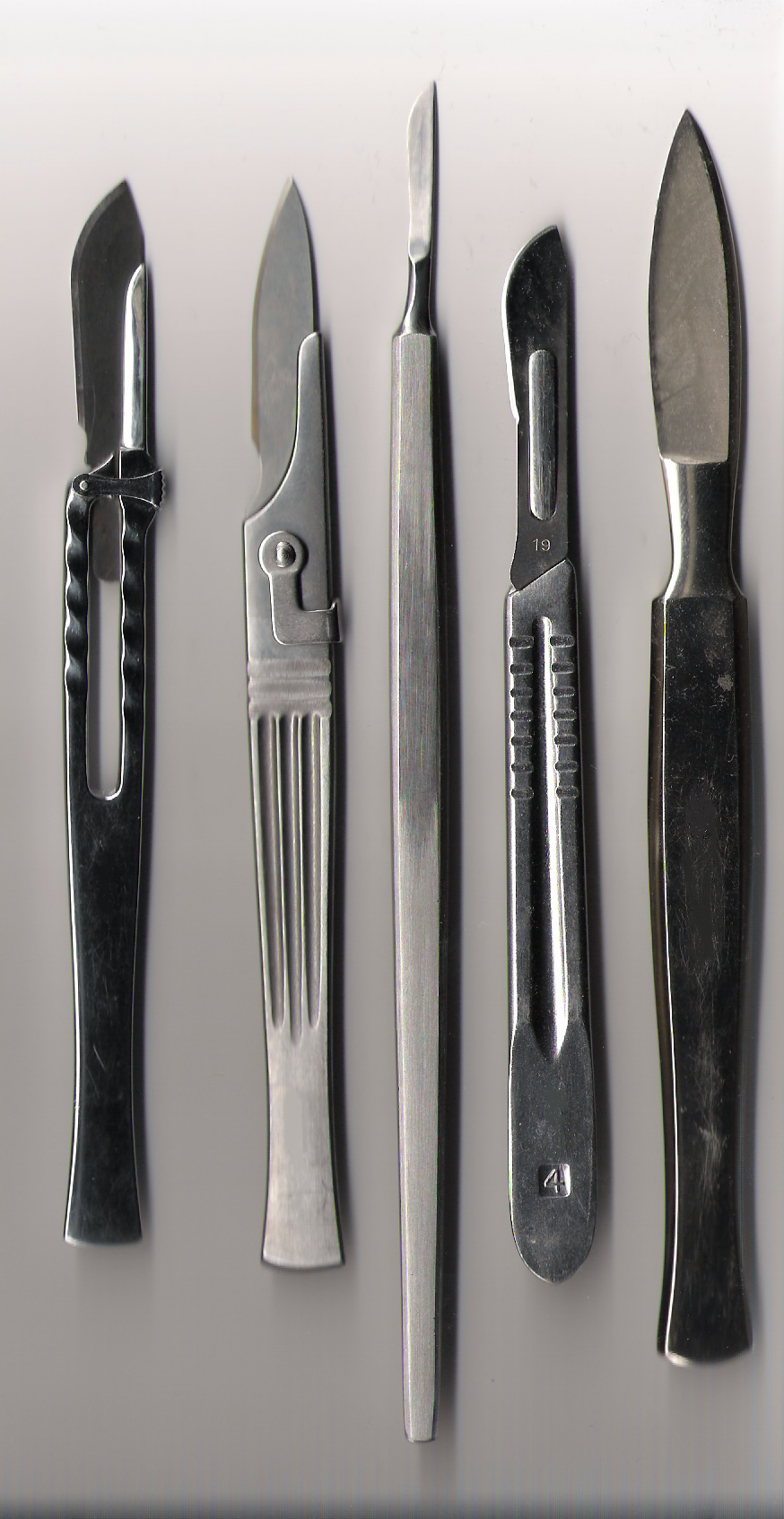
Verschillende soorten scalpels

Een scalpel of lancet is een medisch hulpmiddel. Het is een zeer scherp mes, meestal voor gebruik in de chirurgie, dat zeer nauwkeurig elk soort weefsel kan doorklieven. In België wordt een scalpel soms ook een bistouri genoemd. Een scalpelmesje snijdt aan één kant, een lancet snijdt dubbelzijdig.
Een scalpel bestaat uit twee onderdelen: een houder en een scalpelmesje. Het mesje kan verschillende vormen hebben. Voor een chirurg is het mesje al na een paar sneden te bot geworden. Het mesje wordt dan vervangen. 
Ze worden per stuk steriel verpakt en zijn direct klaar voor gebruik.
Diverse fabrikanten leveren kant-en-klare scalpels bestaande uit een plastic heft met daarop gemonteerd een mesje van een bepaald model. Na gebruik worden heft en mesje vernietigd.
Er zijn veel verschillende modellen die met een typenummer worden aangeduid. De mesjes met de nummers 10 tot en met 19 passen op een handvat (scalpelheft) met typeaanduiding 3, terwijl de grotere mesjes (vanaf model 20) uitsluitend passen op heften type 4.

## Ander gebruik
Scalpels of radeermesjes worden ook gebruikt als een zeer scherp, nauwkeurig snijdend mes nodig is. Toen er op tekenkamers nog op calques werd getekend met Oost-Indische inkt, werden deze mesjes gebruikt om wijzigingen aan te brengen door er de inkt mee van de calque te schrapen. Ook modelbouwers gebruiken wel een scalpel.

## Verouderd
Een niet meer gebruikelijke benaming voor bovengenoemd instrument is vlijm. Het woord vlijmscherp is hiervan afgeleid.

## Manieren om de scalpel vast te houden
De eerste manier om een scalpel vast te houden is om het in de hand te nemen als een pen of potlood, waarbij de wijsvinger op de achterkant van het handvat rust. Dit biedt controle bij het maken van incisies of kleine perforaties die onder een hoek van ongeveer 45° worden gemaakt.
Een tweede manier is het scalpel als een tafelmes vast te gehouden, de wijsvinger daarbij ook op het handvat, maar is de greep breder, zoals bij een gewoon mes, met een meer open snijhoek van ongeveer 90°.

Ten derde is er de strijkstok-greep, de duim rust daarbij aan de ene kant van het scalpelhandvat en de andere vingers aan de andere kant. Dit maakt een brede, flexibele beweging mogelijk die wordt gebruikt voor ondiepe of gebogen sneden..